# Hanuš II. z Kolovrat
Hanuš II. Libštejnský z Kolovrat (německy Johann von Kolowrat-Liebsteinsky, také v latinské podobě Johannes de Kolowrath, před 1430? – 23. září 1483, Praha) byl český šlechtic z libštejnské větve rodu Kolowratů, diplomat a katolický duchovní. Působil jako probošt pražské metropolitní kapituly, královské kolegiátní kapituly na Vyšehradě a administrátor Pražského arcibiskupství..

## Majetek
Narodil se jako syn Hanuše I. z Kolovrat. Po otcově smrti roku 1450 zdědil rodový majetek. Sídlil nejdříve na hradě Žebráku, kde dal roku 1460 opravit hradní kapli. Tento hrad o rok později postoupil králi Jiřímu z Poděbrad, který nechtěl nechat důležité hrady v rukou přesvědčených katolíků. Hanuš na oplátku získal doživotní potvrzení dřívějších zástav a usadil se na hradě Zbiroh. Před volbou krále Vladislava Jagellonského byl straníkem uherského krále Matyáše Korvína.

## Duchovní kariéra
Po smrti své manželky Kateřiny ze Šternberka se vydal na cesty. Roku 1467 dostal od papeže Pia II. dispens, aby mohl vstoupit do kněžského stavu. Téhož roku byl jmenován kanovníkem pražským a vyšehradským. Roku 1468 ho papež Pavel II. designoval proboštem pražské kapituly a administrátorem Pražského arcibiskupství. Tuto poslední funkci zastával do roku 1481 společně s Janem z Krumlova a poté až do své smrti s Václavem z Plané. Zasloužil se o návrat pražské Metropolitní kapituly z exilu v Plzni do původního sídla na Pražském hradě. V době církevního působení obýval kanovnický dům čp. 67/IV v Praze na Hradčanském náměstí.
Hanuš se zasloužil také o navracení někdejšího církevního majetku, jak kapitule, tak klášterům. Například roku 1480 prodal cisterciáckému klášteru v Plasích nazpět část zastavených vsí – Brodeslavy, Všehrdy, Újezd, Hubenov, Bílov, část Potvorova, dvůr Olšany a krašovskou polovinu Kralovic – za 1 600 kop. Byl úspěšným diplomatem při smiřování katolíků s protestanty. Jeho působení ocenil například královský sekretář Bohuslav Hasištejnský z Lobkovic.
Zemřel den po svatém Mořici 23. září 1483 a byl pohřben v katedrále sv. Víta na Pražském hradě. Po jeho smrti zdědil majetek jeho syn Albrecht z Kolovrat, hofmistr a později nejvyšší kancléř Království českého.

## Mecenášství

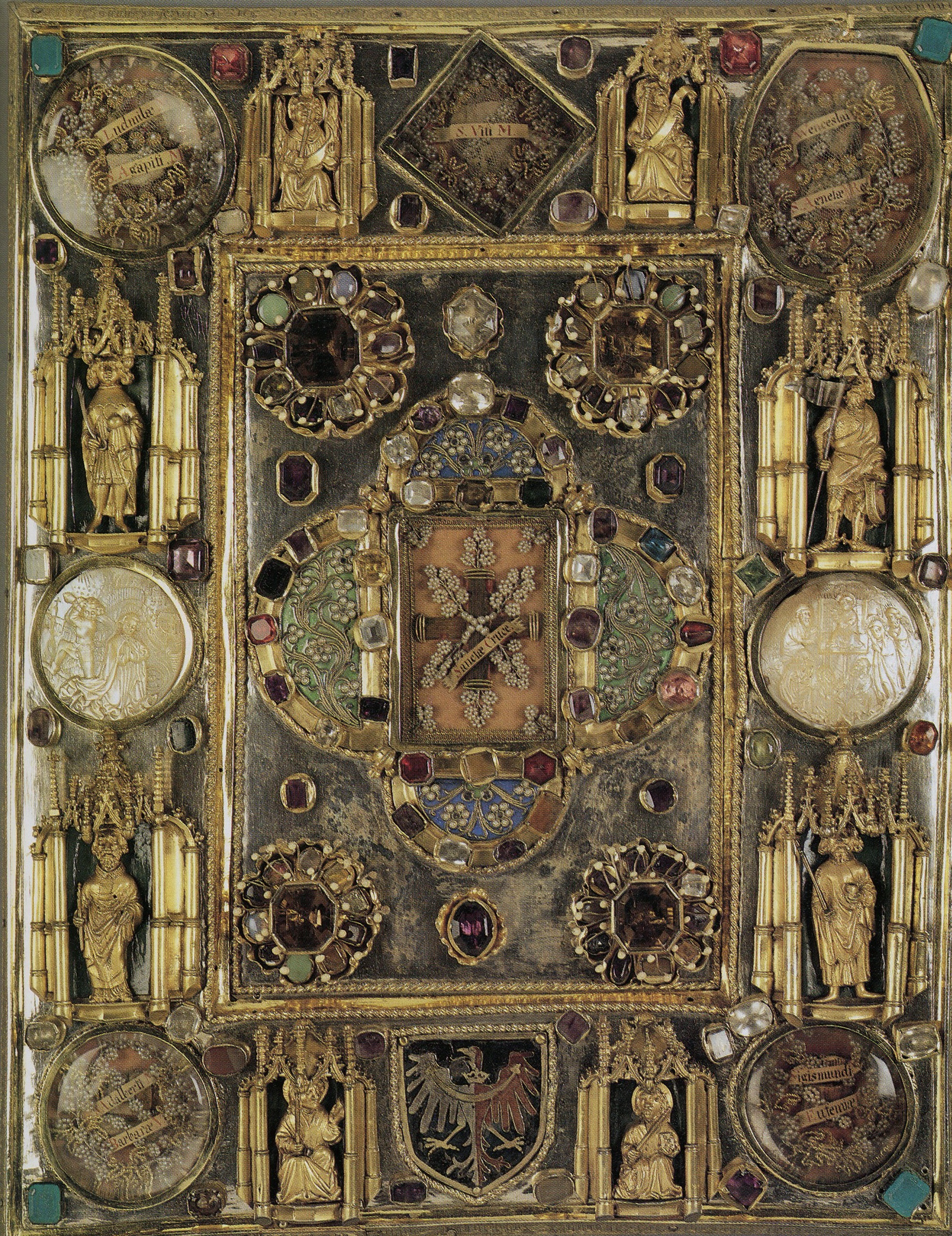
Kolovratský plenář Hanuše II.

Byl milovníkem chrámového výtvarného umění. Na obou svých hradech dal přestavět a vyzdobit kapli. Jako štědrý donátor chrámového umění se projevil hlavně ve Svatovítském pokladu. Daroval do něj svůj stříbrný drahokamy posázený Kolovratský plenář s relikviemi českých patronů, se dvěma částečkami ze dřeva Svatého Kříže, dílo zlatníka Martina z roku 1465. Dále odkázal kalich s paténou a vyšívaný ornát. Do kapitulní knihovny odkázal svůj iluminovaný rukopis cestovního brevíře a různé prvotisky inkunábule. Například Historie židovská od Josefa Flavia, vytištěná roku 1476 v Lübecku, byla na Hanušovu objednávku ručně kolorovaná a vyzdobená jeho rodovým znakem.